# がぶ飲み
がぶ飲み（がぶのみ）は、ポッカサッポロフード&ビバレッジ（旧・サッポロ飲料）が販売している清涼飲料のブランドである。

## 概要
旧・サッポロ飲料時代から展開されている主力ブランドの一つで、「がぶがぶ飲めて元気になれる」をコンセプトとしている。1995年に「がぶ飲みミルクコーヒー」を発売して以降、メロンクリームソーダ、フルーツミルクなどを商品展開している。近年では、期間限定でワンピースやNARUTO -ナルト-とタイアップしたラベルで発売された。
発売の経緯から、コーヒー飲料、炭酸飲料、清涼飲料水と多岐にラインナップされている。なお、合併によりポッカサッポロフード&ビバレッジに商号変更された後、コーヒー飲料の大半は「ポッカコーヒー」や「アロマックス」など、旧・ポッカコーポレーションの製品に集約されたが、500mlペットボトル入りのコーヒー飲料である「がぶ飲みミルクコーヒー」に関しては、旧・ポッカコーポレーションに類似する製品が無かったこともあり、合併後も継続販売されていた。
また、2013年3月には新たに発売された「がぶ飲みパワースカッシュ」のペットボトル製品に、アイドルグループ「私立恵比寿中学」とのコラボレーション企画の一環として、部活動のマネージャーに扮した9種類のオリジナルパッケージが設定される。9種類全て集めると、「ぶかつがんばろうね（部活頑張ろうね）」となる仕組みとなっている。
2014年2月には定番製品の「メロンクリームソーダ」・「ミルクコーヒー」・「フルーツミルク」を全面刷新し、新たに「いちごミルクソーダ」を追加。これに伴って、オリジナルパッケージ仕様はロックバンド「氣志團」と土屋太鳳のイラスト入りとなった。
2015年に発売20周年を迎え、同年3月に「アイスクリームが溶け込んだようなフロートをイメージした飲料」として、「メロンクリームソーダ」・「ミルクコーヒー」・「フルーツミルク」を全面刷新し、「マンゴーフロート」を追加。中身はアイスクリームの香風味を加えてそれぞれのフレーバーに合わせて味わいを調整し、パッケージはグラスにアイスクリームを浮かべたイメージを挿入した。プロモーションも刷新し、橋本環奈が応援マネージャーとして起用された。同年4月20日には「ミルクコーヒー」に期間限定品として600mlペットボトルを追加発売。同年6月22日には季節限定品として、ブルーハワイの香りにアイスクリームの香風味と練乳を合わせて仕上げた「ブルーハワイフロート」を発売。本品は裏面に部活マネージャーに扮した橋本環奈が描かれた「部活応援ボトル」仕様となっており、他の既存製品（「ミルクコーヒー」の600ml増量ボトルを除く）も同年6月15日から8月末までの期間限定で順次「部活応援ボトル」仕様に切り替わった。同年8月31日には喫茶店等のメニューにある「オレンジフロート」をみかんでアレンジし、みかんフレーバーにアイスクリームの香風味と練乳を合わせて仕上げた「みかんソーダフロート」を発売、同年12月14日には、桜餅風味をベースに、練乳を加えてフロート風に仕上げた「さくらクリームソーダ」を発売。パッケージデザインは絵馬や招き猫など4種類のデザインが設定されている。
2016年2月には「ミルクコーヒー」をリニューアルし、翌月には2015年6月に季節限定品として発売されていた「ブルーハワイフロート」を「ブルーハワイ」に改名し、定番商品としてリニューアル発売。同年6月には丸永製菓と共同開発した夏季限定品「白くまソーダ」を発売。同年9月には栃木乳業が発売する「関東・栃木レモン」とコラボレーションし、同製品の味わいを再現した期間限定品「レモンクリームソーダ」を発売。同年12月にはナイアシン・ビタミンB6・ビタミンCを配合したエナジー炭酸飲料「パネェースカッシュ」を発売。本品は「期間限定おみくじボトル」仕様となっており、既存の「メロンクリームソーダ」と「ミルクコーヒー」も同時期より「期間限定おみくじボトル」仕様へ切り替わる。
2017年3月27日に「コーラフロート」を発売。本品は2010年3月に旧サッポロ飲料から350ml缶として発売され、2013年3月には500mlのロング缶として再発売。再々発売となる今回は500mlペットボトルでの発売となる。同年6月26日には、2016年に発売された「白くまソーダ」に続く丸永製菓とのコラボレーション第2弾となる「白くまトロピカルフルーツソーダ」を発売。同年7月24日には、2016年9月に発売された「レモンクリームソーダ」をパッケージリニューアルし、期間限定で再発売。同年10月16日には、白濁の液色のコーラ飲料「白いコーラ」を期間限定で発売した
。
2018年2月19日には「ミルクコーヒー」と「コーラフロート」がリニューアルされ、同年4月2日には「パインサイダー」を自動販売機限定で発売された。同年6月25日には、お茶の井ヶ田が運営する「喜久水庵」で販売されている「喜久水庵 喜久福ずんだ生クリーム」とのコラボレーションによる「ずんだクリームソーダ」が期間限定で発売された。
2019年2月11日には「メロンソーダ」をリニューアル発売。その際、「がぶ飲み」のブランドロゴが変更された。同年4月1日には「すいかサイダー」を自動販売機限定で発売された。同年6月1日には、物流費・燃料費・原材料費などによるコスト上昇の影響による大型ペットボトル製品の価格改定に伴い、「メロンソーダ」1.5Lペットボトルのメーカー希望小売価格が同日納品分より20円値上げ（消費税別 320円→340円）された。同年6月10日にはテレビ東京系列で放映のテレビアニメ「ダイヤのA actII」とのコラボレーションとして、期間限定でブランドサイトを同アニメのバージョンに変え、翌月には店頭でのキャンペーンやTwitterでの広告も行われた。また、同年6月24日に「ソーダフロート」を発売、同年7月22日に「レモンクリームソーダ」をパッケージリニューアルして再発売された。同年10月7日にはUHA味覚糖が発売するグミ「シゲキックス」とコラボレーションした「シゲキックスレモンスパークリング」が発売された（なお、本コラボレーションはUHA味覚糖でも行われており、同年9月2日に主力商品である「メロンクリームソーダ」とのコラボレーションにより、「激シゲキックス がぶ飲みメロンクリームソーダ」が発売されている）。同年11月18日には白いコーラ「青冬コーラ」が発売された。
2020年2月3日には、ナイアシン、ビタミンB6・B1、カフェインを配合したピンクの液色の炭酸飲料「フリーダムエナジー」を発売。同年3月9日に「ミルクコーヒー」を刷新した「ミルクカフェラテ」が発売され、同年3月23日には「ブルーハワイソーダ」がリニューアル発売された。同年6月22日に前年に発売されていた「ソーダフロート」が再発売され、同年7月20日には0.12g/100mlの食塩相当量を含有する塩入ライチフレーバー「ソルトライチスパークリング」が期間限定で発売された

## 製品一覧
- がぶ飲みフリーダムエナジー（炭酸飲料・500mlペットボトル） - 2020年2月発売。
- がぶ飲みメロンクリームソーダ（炭酸飲料・500ml缶、500mlペットボトル、1.5Lペットボトル） - 500ml缶は2014年4月発売。
- がぶ飲みブルーウェーブフロート（炭酸飲料・500mlペットボトル） - ブルーシールアイスクリームとのコラボレーション商品。数量限定。2022年5月発売。

### 過去に発売された製品
- がぶ飲みコーヒー - 1991年頃、がぶ飲みミルクコーヒーより前に発売されていた。CMには、マラドーナを器用。
- がぶ飲みミルクコーヒー（コーヒー飲料・500mlペットボトル） - 1995年に発売された、「がぶ飲み」ブランド最初の製品。当初は340ml缶で、現在の500mlペットボトルが発売されたのは1998年であった。当初のCMのイメージキャラクターはいつもここから（「悲しいとき～」を「がぶ飲みしたいとき～」と言い換えていた）。2020年に「ミルクカフェラテ」へ刷新のため製造終了となった。
- がぶ飲みヴァイタミンC（炭酸飲料・350ml缶、500mlボトル缶） - 2010年に独立製品の「ヴァイタミン ビタミンファイブ」となり、ポッカサッポロ統合時に旧・ポッカコーポレーションが発売していた「パワースカッシュ」に統合のため廃止。その後、「がぶ飲みパワースカッシュ」となり「がぶ飲み」ブランドのビタミン系炭酸飲料を再び扱うこととなる。
- がぶ飲みスーパースカッシュ オレンジ（炭酸飲料・350ml缶、500mlペットボトル）
- がぶ飲みスーパースカッシュ グレープ（炭酸飲料・350ml缶、500mlペットボトル）
- がぶ飲みミルク紅茶（紅茶飲料・340g缶）
- がぶ飲みミルクココア（ココア飲料・340g缶）
- がぶ飲みスポーツドリンク（清涼飲料水・500mlペットボトル）
- がぶ飲みいちごオ・レ（清涼飲料水・500mlペットボトル）
- がぶ飲みすいかウォーター（清涼飲料水・500mlペットボトル） - 2010年7月に「がぶ飲み」初の季節限定品として発売されたすいかフレーバーの飲料。無果汁。
- がぶ飲みフルーツスカッシュ（炭酸飲料・350ml缶） - 2012年3月に発売された6つのフルーツフレーバーの炭酸飲料。ポッカサッポロとなった後も旧社名・旧社名ロゴのまましばらく販売されていた。
- がぶ飲みパワースカッシュ（炭酸飲料・350ml缶、500ml缶、500mlペットボトル、1.5Lペットボトル） - 2013年3月発売。旧・ポッカコーポレーションにて単独ブランドとして発売されていた「パワースカッシュ」を「がぶ飲み」ブランド化した商品（旧・ポッカコーポレーション時代ではドラゴンボール改とコラボした缶（350mlのみ）も発売されていた）。上記の通り、サッポロ飲料時代に「がぶ飲みヴァイタミンC」が発売されており、それ以来の発売となった。なお、2014年4月に商品名を「パワースカッシュ」に戻し、「がぶ飲み」ブランドから再び独立、リニューアル発売されている。
- がぶ飲みいちごミルクソーダ（炭酸飲料・500mlペットボトル） - 2014年2月発売。
- がぶ飲みマンゴーフロート（炭酸飲料・500mlペットボトル） - 2015年3月発売。
- がぶ飲みみかんソーダフロート（炭酸飲料・500mlペットボトル） - 2015年8月発売。
- がぶ飲みフルーツミルク（清涼飲料水・500mlペットボトル） - 2001年発売。
- がぶ飲みさくらクリームソーダ（清涼飲料水・500mlペットボトル） - 2015年12月発売。
- がぶ飲み白くまソーダ（炭酸飲料・5000mlペットボトル） - 2016年6月発売。
- がぶ飲みパネェースカッシュ（炭酸飲料・500mlペットボトル） - 2016年12月発売。
- がぶ飲みコーラフロート（炭酸飲料・500mlペットボトル） - 2017年3月発売。
- がぶ飲み白くまトロピカルフルーツソーダ（炭酸飲料・500mlペットボトル） - 2017年6月発売。
- がぶ飲み白いコーラ（炭酸飲料・500mlペットボトル） - 2017年10月発売。
- がぶ飲みパインソーダ（炭酸飲料・450mlペットボトル） - 2018年4月発売。
- がぶ飲みずんだクリームソーダ（炭酸飲料・500mlペットボトル） - 2018年6月発売。
- がぶ飲みすいかサイダー（炭酸飲料・450mlペットボトル） - 2019年4月発売。
- がぶ飲みレモンクリームソーダ（炭酸飲料・500mlペットボトル） - 2016年9月に発売され、その後、2017年7月・2018年・2019年7月・2020年11月と再登場している。
- がぶ飲みシゲキックスレモンスパークリング（炭酸飲料・500mlペットボトル） - 2019年10月発売。
- がぶ飲み青冬ソーダ（炭酸飲料・500mlペットボトル） - 2019年11月発売。
- がぶ飲みミルクカフェラテ（コーヒー入り清涼飲料・500mlペットボトル） - 2020年にミルクコーヒーからリニューアル。
- がぶ飲みブルーハワイソーダ（炭酸飲料・450mlペットボトル） - 2015年6月発売。発売当初は「ブルーハワイフロート」として季節限定で発売されていたが、2016年3月に「ブルーハワイ」へ改名し、定番商品化。2020年3月に再度商品名を改名、450mlに減容してリニューアルした。
- がぶ飲みソーダフロート（炭酸飲料・500mlペットボトル） - 2019年6月発売。一旦は終売したものの、2020年6月にパッケージデザインを変更して再発売された。
- がぶ飲みソルトライチスパークリング（炭酸飲料・500mlペットボトル） - 2020年7月発売。
- がぶ飲みルシファーグレープソーダ（炭酸飲料・500mlペットボトル） - 2021年10月発売。
- がぶ飲みブドウ糖ソーダ（炭酸飲料・500mlペットボトル） - 2022年1月発売。